# Félix José Hernández
Félix José Hernández (18 de abril de 1972) é um ex-futebolista venezuelano que atuava como meia.

## Carreira
Félix José Hernández integrou a Seleção Venezuelana de Futebol na Copa América de 1999.